# 富士根駅
富士根駅（ふじねえき）は、静岡県富士市天間にある、東海旅客鉄道（JR東海）身延線の駅である。駅番号はCC04。

## 概要
富士根駅は富士市の天間地区に位置し、1日当たり約400人の乗車客がある無人駅である。1913年（大正2年）に私鉄の富士身延鉄道によって開設されたが、国有化・国鉄分割民営化を経て1987年（昭和62年）よりJR東海の運営となっている。JR移行後身延線では特急「ふじかわ」が運行されているが、当駅は普通列車のみの停車駅であり特急は通過している。
駅近くを富士市と富士宮市の境界線が通っている。駅名にある「富士根」は富士市側では無く、この境界線を越えた富士宮市側にある地域名である。

## 歴史
現在のJR身延線を建設した富士身延鉄道が、1913年（大正2年）に最初の区間となる富士駅 - 大宮町駅（現・富士宮駅）間を開業させた際、その中間駅の一つとして富士根駅は新設された。
富士身延鉄道の当初の計画では、富士郡富士根村（現・富士宮市富士根地区）の小泉字笠井田に駅を設置する予定であった。だが勾配が険しく工事が困難という理由で、富士身延鉄道は駅の開設地を隣の鷹岡村（現・富士市）天間に変更する。これを知った富士根村側では富士身延鉄道に当初の計画に戻すように要求し、その結果、所在地は鷹岡村だが駅名は「富士根」とする妥協案に1913年3月に変更された。

### 年表

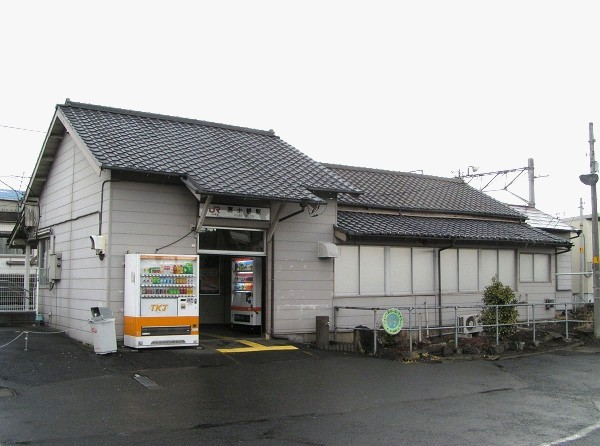
旧駅舎（2006年3月）

- 1913年（大正2年）7月20日：富士身延鉄道の駅として開設。旅客・貨物取扱開始[1]。
- 1927年（昭和2年）6月20日：富士 - 身延間電化に伴い、駅構内電化[2]。
- 1938年（昭和13年）10月1日：富士身延鉄道を国が借上げ、鉄道省身延線となる[3]。
- 1941年（昭和16年）
  - 5月1日：富士身延鉄道が正式に国有化[3]。
  - 9月20日：荷物扱い廃止[1]。貨物取扱範囲を、専用線発着のみに縮小[1]。
- 1980年（昭和55年）10月1日：専用線発着車扱貨物取扱廃止、貨物取扱終了[1]。
- 1987年（昭和62年）4月1日：国鉄分割民営化に伴い、東海旅客鉄道（JR東海）の駅となる[1]。
- 1998年（平成10年）：無人駅化。
- 2010年（平成22年）3月13日：ICカード「TOICA」の利用が可能となる[4]。

## 駅構造
島式ホーム1面2線を有する地上駅である。線路はほぼ南東から北西に走っており、ホーム南側は下り列車が使用する1番線、北側は上り列車が使用する2番線である。
1番線南側から駅入山瀬方にかけて側線が1線あり、保線車両用の車庫がこの側線上に設置されている。
駅舎は1番線の南西側に開設されている。開業当初からの木造平屋建て瓦葺での駅舎であり、待合所部分の天井が高いのが特徴である。かつては駅員が配置されていたが1998年（平成10年）に無人駅となり、駅舎内にあった窓口は壁で覆われている。当駅には自動券売機などは設置されていないため、当駅で切符を購入することは出来ない。駅管理は、管理駅の富士宮駅が担当している。
かつては当駅でも貨物取扱を行っていたが、1980年（昭和55年）に廃止されている。「昭和45年版専用線一覧表」によれば、東洋インキ製造（現・トーヨーカラー）が保有する全長約1kmの専用線が駅に接続していた。

### のりば
| 番線 | 路線      | 方向 | 行先           |
| ---- | --------- | ---- | -------------- |
| 1    | CC 身延線 | 下り | 身延・甲府方面 |
| 2    | CC 身延線 | 上り | 富士方面       |

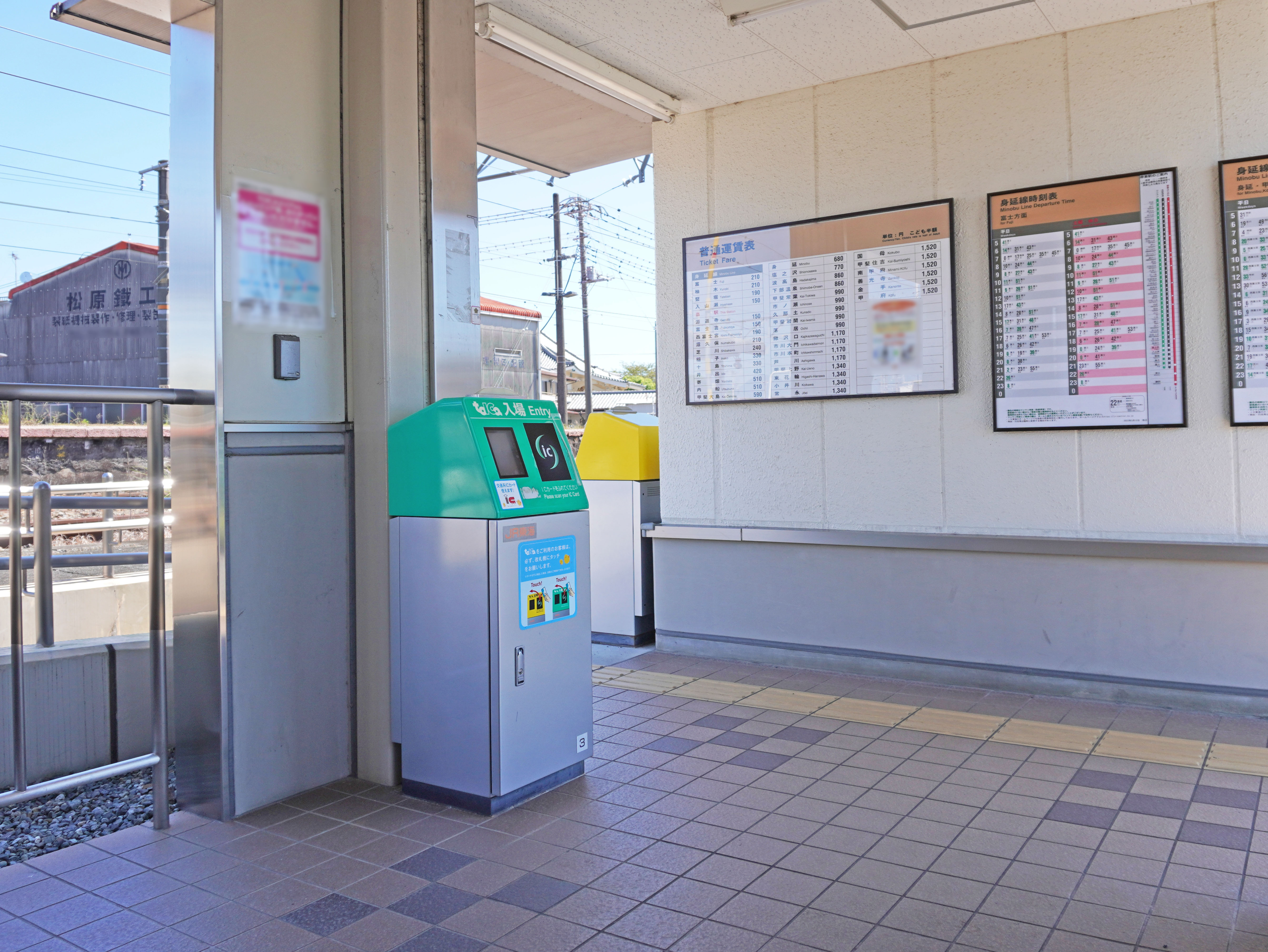
改札口（2022年9月）
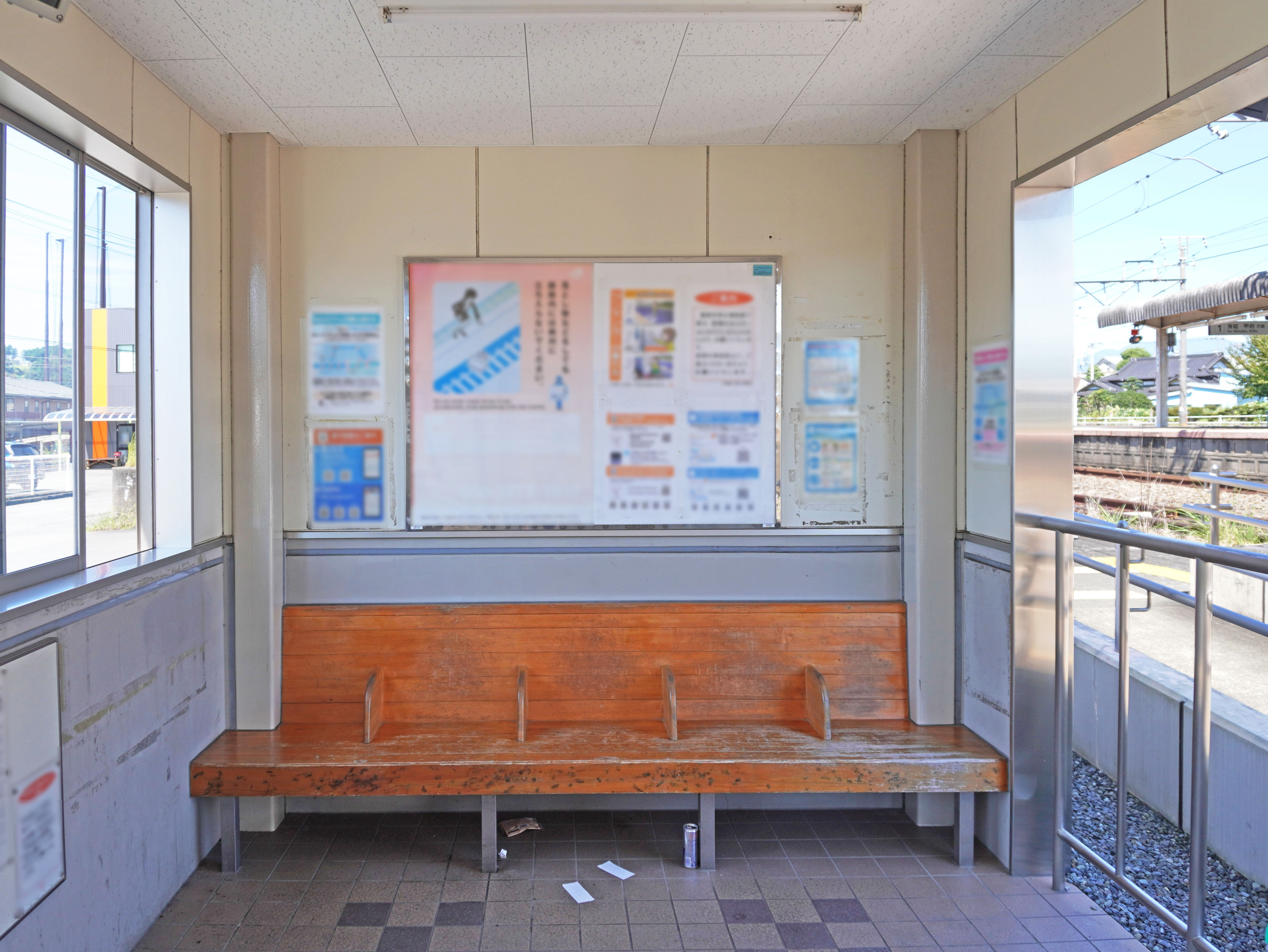
待合室（2022年9月）
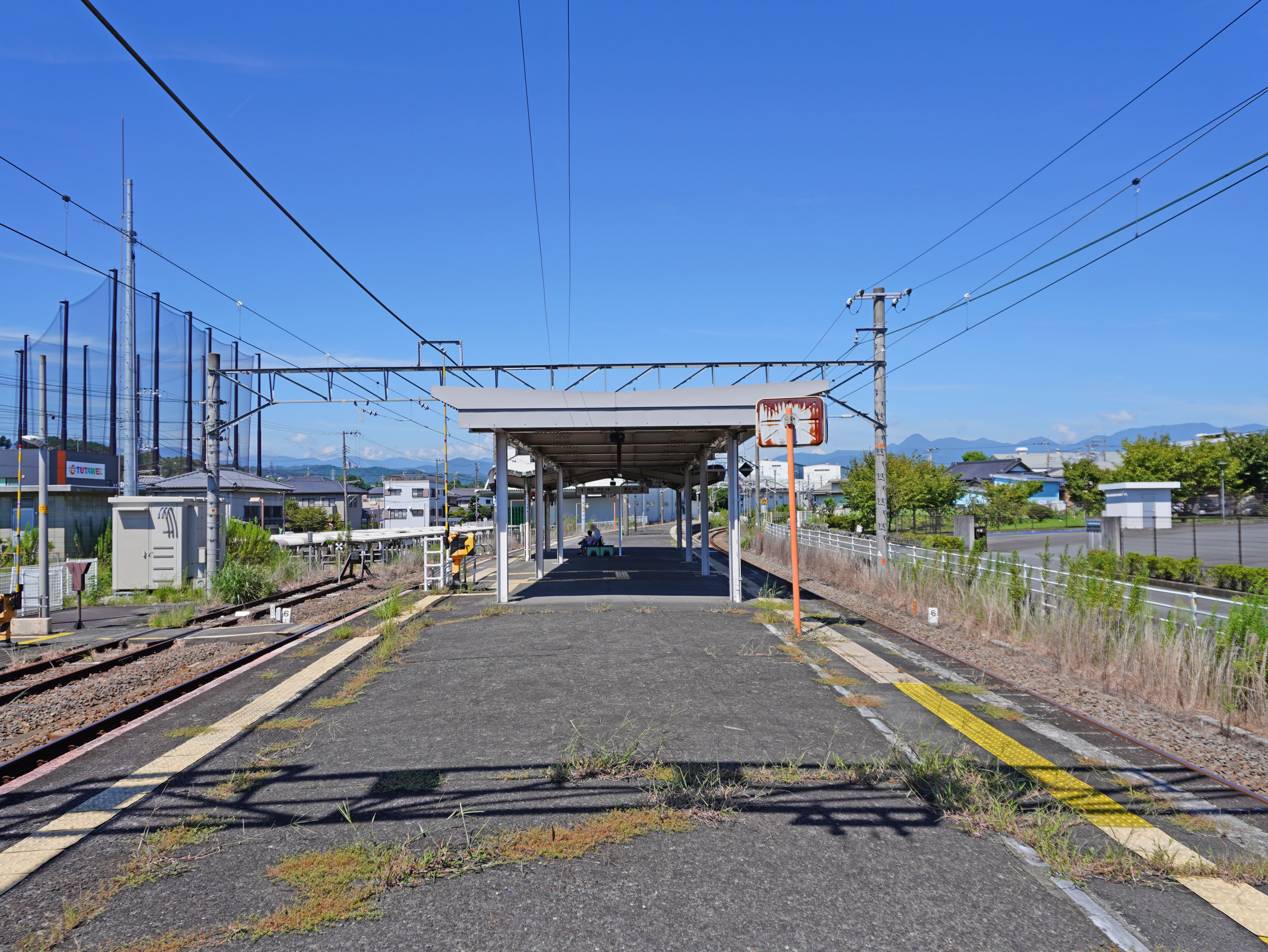
ホーム（2022年9月）
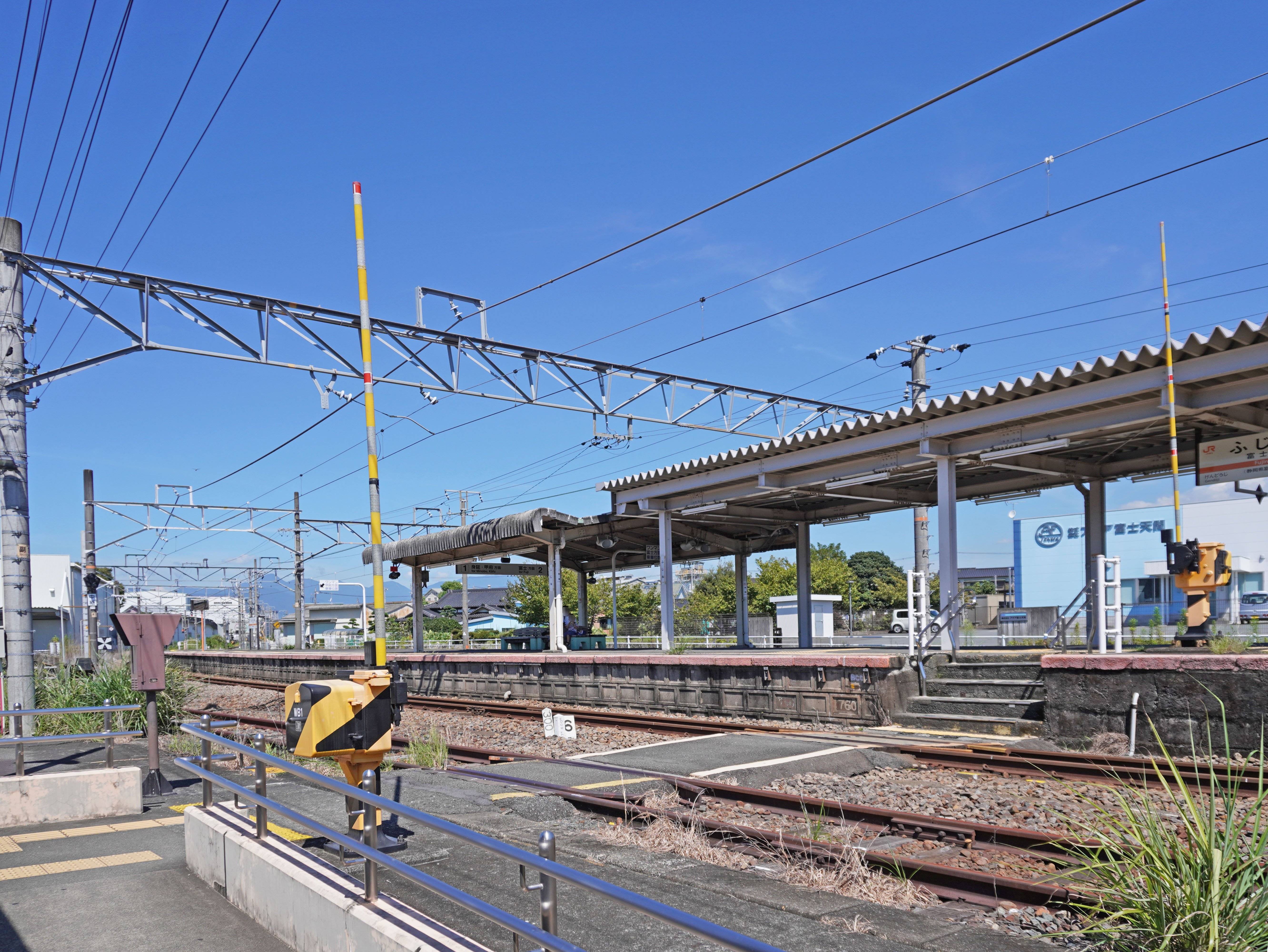
構内踏切（2022年9月）

## 利用状況
「富士市統計書」「静岡県統計年鑑」によると、2021年度（令和3年度）の1日平均乗車人員は405人である。
1993年度（平成5年度）以降の推移は以下の通り。なお、2001年度（平成13年度）- 2009年度（平成21年度）の統計は非公表である。
| 乗車人員推移       | 乗車人員推移     | 乗車人員推移 |
| 年度               | 1日平均 乗車人員 | 出典         |
| ------------------ | ---------------- | ------------ |
| 1993年（平成05年） | 780              | [ 8 ]        |
| 1994年（平成06年） | 757              | [ 8 ]        |
| 1995年（平成07年） | 754              | [ 8 ]        |
| 1996年（平成08年） | 728              | [ 8 ]        |
| 1997年（平成09年） | 679              | [ 8 ]        |
| 1998年（平成10年） | 525              | [ 8 ]        |
| 1999年（平成11年） | 508              | [ 8 ]        |
| 2000年（平成12年） | 489              | [ 8 ]        |
| 2001年（平成13年） | 非公表           | [ 8 ]        |
| 2002年（平成14年） | 非公表           | [ 8 ]        |
| 2003年（平成15年） | 非公表           | [ 8 ]        |
| 2004年（平成16年） | 非公表           | [ 8 ]        |
| 2005年（平成17年） | 非公表           | [ 8 ]        |
| 2006年（平成18年） | 非公表           | [ 8 ]        |
| 2007年（平成19年） | 非公表           | [ 8 ]        |
| 2008年（平成20年） | 非公表           | [ 8 ]        |
| 2009年（平成21年） | 非公表           | [ 8 ]        |
| 2010年（平成22年） | 409              | [ 8 ]        |
| 2011年（平成23年） | 393              | [ 8 ]        |
| 2012年（平成24年） | 397              | [ 8 ]        |
| 2013年（平成25年） | 427              | [ 8 ]        |
| 2014年（平成26年） | 427              | [ 8 ]        |
| 2015年（平成27年） | 424              | [ 9 ] [ 8 ]  |
| 2016年（平成28年） | 443              | [ 9 ] [ 8 ]  |
| 2017年（平成29年） | 448              | [ 7 ] [ 8 ]  |
| 2018年（平成30年） | 444              | [ 7 ] [ 8 ]  |
| 2019年（令和元年） | 452              | [ 7 ] [ 8 ]  |
| 2020年（令和02年） | 378              | [ 7 ] [ 8 ]  |
| 2021年（令和03年） | 405              | [ 7 ] [ 8 ]  |

## 駅周辺
住宅地・工場等が多く賑やかな市街地に位置する駅。富士宮市との境界に近い。駅近くでは南東から、潤井川、県道176号、身延線、県道414号（旧・国道139号）がほぼ並行する形で走っており、駅前と県道176号とを県道397号が結んでいる。県道176号は駅の北西側で進路を変え、身延線を渡ってから駅の北約800mの権現交差点で県道414号に接することとなる。
駅付近には丸富製紙富士根工場、王子特殊紙東海工場富士宮製造所、トーヨーカラー富士製造所等製紙会社を中心に工場が多く立地する他、富士市立天間小学校、富士市天間公民館、富士根郵便局等がある。

## 隣の駅
東海旅客鉄道（JR東海）
CC 身延線
入山瀬駅 (CC03) - 富士根駅 (CC04) - 源道寺駅 (CC05)